# Élection présidentielle costaricienne de 2010
L'élection présidentielle costaricienne de 2010 pourvoit au remplacement d'Óscar Arias Sánchez à la président du Costa Rica pour les quatre prochaines années. Elle a eu lieu le 7 février 2010, en même temps que les élections législatives. Laura Chinchilla est élue dès le premier tour avec 46,76 % des voix et devient la première femme présidente du pays.
Les élections ont été suivies par environ 200 observateurs internationaux.

## Candidats
Le président est élu avec ses deux vice-présidents à la tête de l'État; la liste suivante présente par ordre alphabétique les candidats.
| Logo | Parti | Tendance idéologique                         | Candidats |
| ---- | --- | -------------------------------------------- | --- |
|      | Accessibilité sans exclusion | Pour les personnes handicapées               | Président : Óscar López Arias (actuellement député) Première vice-présidente : Agnes Lilliana Gutierrez Second vice-président : Miguel Calderón Fernández                                                          |
|      | Front électoral patriote progressiste (Parti d'action citoyenne, Alliance patriotique, Intégration nationale et organisations sociales, syndicales et religieuses) | Centre gauche, Progressiste, Anti-corruption | Président : Ottón Solís Fallas (économiste, ancien ministre et ancien député, leader de la première force d'opposition) Première vice-présidente : Mónica Segnini Acosta Seconde vice-présidente : Julio Humphreys |
|      | Front large | Gauche                                       | Président : Eugenio Trejos Benavides Première vice-présidente : Carmen Chacón Second vice-président : Wilmar Matarrita                                                                                             |
|      | Parti de la libération nationale | Libéralisme                                  | Présidente : Laura Chinchilla (politologue, ancien ministre, ancien député et ancien vice-présidente) Premier vice-président : Alfio Piva Mesén Second vice-président : Luis Liberman Ginsburg                     |
|      | Mouvement Libertarien | Libéral                                      | Président : Otto Guevara (ex député) Premier vice-président : Mario Quirós Lara (député) Seconde vice-présidente : Lorena San Román Johanning                                                                      |
|      | Rénovation costaricaine | Chrétien, Conservateur                       | Présidente : Mayra González León (avocate, ancien alcade de Tibás). Premier vice-président : Carlos Alberto Víquez Araus Second vice-président : José Francisco Herrera Umaña                                      |
|      | Unité sociale-chrétienne | Démocrate chrétien, Calderonisme             | Président : Luis Fishman Zonzinski (avocat, ancien ministre, ancien député et ancien vice-président) Premier vice-président : Humberto Vargas Corrales Seconde vice-présidente : Iris Zamora Zumbado               |

## Résultats
|                          | Laura Chinchilla         | Parti de la libération nationale (PLN)    | 896 516   | 46,91 |  |  |
|                          | Ottón Solís Fallas       | Parti d'action citoyenne (PAC)-FEPP       | 478 877   | 25,05 |  |  |
|                          | Otto Guevara             | Mouvement libertarien (ML)                | 399 788   | 20,92 |  |  |
|                          | Luis Fishman Zonzinski   | Parti unité sociale-chrétienne (PUSC)     | 74 114    | 3,88  |  |  |
|                          | Óscar López Arias        | Parti Accessibilité sans exclusion (PASE) | 36 104    | 1,91  |  |  |
|                          | Mayra González León      | Parti du renouveau costaricien (PRC)      | 13 945    | 0,72  |  |  |
|                          | Eugenio Trejos Benavides | Front large (FA)                          | 6 782     | 0,37  |  |  |
|                          | Rolando Araya Monge      | Alliance patriotique (AP)                 | 3 158     | 0,21  |  |  |
|                          | Walter Muñoz Céspedes    | Parti de l'intégration nationale (PIN)    | 2 049     | 0,17  |  |  |
|                          |                          |                                           |           |       |  |  |
| Suffrages exprimés       | Suffrages exprimés       | Suffrages exprimés                        | 1 911 333 | 97,64 |  |  |
| Votes blancs             | Votes blancs             | Votes blancs                              | 6 959     | 0,36  |  |  |
| Votes nuls               | Votes nuls               | Votes nuls                                | 32 555    | 1,67  |  |  |
| Total                    | Total                    | Total                                     | 1 950 847 | 100   |  |  |
| Abstention               | Abstention               | Abstention                                | 871 644   | 30,88 |  |  |
| Inscrits / participation | Inscrits / participation | Inscrits / participation                  | 2 822 491 | 69,12 |  |  |